# آدام براون (شناگر)
آدام براون (به انگلیسی: Adam Brown) (زادهٔ ۱۶ ژانویهٔ ۱۹۸۹) شناگر اهل بریتانیا است.